# Campo Lindo
Campo Lindo, amtlich Distrito de Campo Lindo, ist ein Distrikt im Gebiet der brasilianischen Gemeinde Reriutaba im Bundesstaat Ceará. Er wurde durch städtisches Gesetz Nr. 499 1989 gegründet und bildet den dritten Distrikt von Reriutaba.

## Geografische Lage
Der Ort liegt im Westen des Bundesstaates, etwa 18 Kilometer nordöstlich der Stadt Guaraciaba do Norte und ist ein landwirtschaftlich geprägter Ort.

## Schutzpatron
Schutzpatron des Ortes ist der heilige Sebastian, dessen Gedenktag seit 1948 jährlich zwischen dem 10. und 20. Januar gefeiert wird.